# Copa Pirineus de rugbi
La Copa Pirineus de rugbi va ser una campionat de rugbi que va disputar-se entre 1960 i 1967, organitzada per la Federació Catalana de Rugbi i alguns equips de la Catalunya Nord i de la regió de l'Occitània. Va rebre el patrocini del diari esportiu El Mundo Deportivo.
L'any 1960 van reunir-se a Figueres membres de les federacions catalanes de rugbi a ambdós costats dels Pirineus. Es decideix crear un torneig entre clubs, amb representants tant de la Catalunya Nord com de la Catalunya Sud. La primera edició la disputaren la UE Santboiana, CN Barcelona, Picadero JC, Racing Club Pézillanais, Jeunesse Sportive Lliberiènne, ASS Pradéenne i Cabestany Olympique.
La competició va oferir la possibilitat de veure clubs de la Catalunya Nord com la USAP, UE Thuirinoise, US Pianencques, Banyuls Aviron Olympique, RC Ponteilla, US Argelers, Gallia Perpinyà, Cote Vermeille i Vallespir on el nivell del rugbi és de gran nivell en relació als veïns del sud. Sorgiren dificultats per tirar endavant la competició i aquesta deixà de celebrar-se el 1968.

## Historial
| En negreta = Equip guanyador (1) = Nombre de campionats |

| Ed. | Temp.   | Data         | Campió            | Resultat | Subcampió                     | Seu                            | refs                |
| --- | ------- | ------------ | ----------------- | -------- | ----------------------------- | ------------------------------ | ------------------- |
| I   | 1960-61 | 19-02-1961   | UE Santboiana (1) | 5-3      | AS Pradéenne                  | Camp de La Foixarda, Barcelona | [ 3 ]               |
| II  | 1961-62 | 01-04-1962   | UE Santboiana (2) | 6-5      | RC Pezilla                    | Camp de La Foixarda, Barcelona | [ 4 ] [ 5 ]         |
| III | 1962-63 | 09-06-1963   | TAC (1)           | 5-3      | US Thuirinoise                | Estadi Jean Laffon, Perpinyà   | [ 6 ]               |
| IV  | 1963-64 | ¿29-05-1964? | TAC (2)           | 11-5     | US Thuirinoise                | França                         | [ 7 ]               |
| V   | 1964-65 |              | USAP Perpinyà (1) |          | Cabestany Olímpic Cultural XV |                                | [ 8 ]               |
| VI  | 1965-66 | 05-06-1966   | JO Pradéenne (1)  | 21-9     | CE Universitari               | Camp de Pedralbes, Barcelona   | [ 9 ] [ 10 ] [ 11 ] |
| VII | 1966-67 | 04-06-1967   | FC Barcelona (1)  | 18-3     | US Pianencques                | Camp de La Foixarda, Barcelona | [ 12 ]              |